# Nynaeve al'Meara
Nynaeve al'Maera è una delle protagoniste della saga fantasy La Ruota del Tempo dello scrittore statunitense Robert Jordan. Nynaeve è una giovane donna di circa 27 anni, non troppo alta e di bell'aspetto, che acconcia i suoi capelli castani in una tipica lunga treccia, che scuote o tira quando si trova di cattivo umore.

## Vicende di Nynaeve
All'inizio del ciclo di quattordici romanzi Nynaeve è una giovane donna di circa venticinque anni, che svolge la professione di Sapiente (guaritrice) nel villaggio di Eamond's Field, il luogo di origine di Rand al'Thor e degli altri protagonisti della storia (Matrim Cauthon, Perrin Aybara, Egwene al'Vere). 
L'arrivo di Moiraine Sedai e un attacco di Trolloc sconvolgono la vita tranquilla del villaggio e su suggerimento della Aes Sedai i ragazzi protagonisti decidono di fuggire nottetempo. Nynaeve si mette perciò al loro inseguimento, con la precisa intenzione di riportarli a casa e riesce a raggiungerli nella città di Baerlon. Nynaeve però non riesce a convincerli e, per una serie di circostanze, si vede costretta a partecipare al loro viaggio. In questa fase del racconto Nynaeve comincia a provare una forte avversione nei confronti di Moiraine, incolpandola di aver coinvolto i ragazzi in cose più grandi di loro, ma anche perché inizia a provare una certa attrazione verso Lan, il Custode della Aes Sedai, una attrazione che è ricambiata, ma non corrisposta dall'uomo. Nynaeve scopre anche di essere una cosiddetta "Selvatica" vale a dire una donna capace di incanalare l'Unico Potere, ma che ha iniziato a farlo senza l'istruzione fornita dalla Torre Bianca. Questo le ha procurato un blocco che le impedisce di incanalare spontaneamente, se non nei momenti in cui prova una forte rabbia.
Quando Rand inizia la sua ascesa come Drago Rinato, Nynaeve decide di seguire Egwene alla Torre Bianca, per diventare anche lei una Aes Sedai; alla Torre fa amicizia con Elayne Trakand e Min Farshaw, e poiché il suo potenziale è altissimo, Nynaeve viene immediatamente indirizzata al test di Ammessa, che supera ottenendo l'Anello del Gran Serpente. Successivamente viene coinvolta con Egwene, Min ed Elayne negli eventi di Falme e poi ancora nella caccia all'Ajah Nera, su mandato dell'Amyrlin Seat Siuan Sanche. Alla Pietra di Tear assiste al riconoscimento di Rand come Drago Rinato e soprattutto ha un chiarimento con Lan, i due dichiarano il loro amore reciproco, ma sono comunque costretti a separarsi, perché Nynaeve deve continuare fino a Tanchico la sua caccia alle sorelle nere, mentre Lan deve accompagnare Rand, Egwene e Moiraine presso gli Aiel. Dopo una serie di avventure tra Tanchico (scontro con l'Ajah Nera e la Reietta Moghedien) e l'Altara, Nynaeve assieme ad Elayne si associa con le Aes Sedai ribelli di Salidar, dove inaspettatamente riesce a guarire dalla domatura/quietatura Logain, Siuan e Leane. Subito dopo l'elezione di Egwene al'Vere come Amyrlin Seat delle ribelli, anche Nynaeve ottiene finalmente lo scialle di Aes Sedai e sceglie di entrare a far parte dell'Ajah Gialla.
Successivamente Nynaeve ed Elayne, accompagnate da Mat, si recano ad Ebou Dar alla ricerca della "Coppa dei venti", un ter'angreal capace di sistemare la meteorologia mondiale, impazzita per il tocco del Tenebroso. Prima di riuscire anche in questa impresa Nynaeve riesce a superare finalmente il suo blocco ed a sposare Lan, che l'ha finalmente raggiunta dopo la scomparsa di Moiraine.
Dopo gli eventi ad Ebou Dar, Nynaeve accompagna Elayne in Andor, dove le due amiche vengono raggiunte da Rand. 
Assieme a Lan, Rand, Min ed altri si reca prima a Far Madding e successivamente aiuta il Drago Rinato a ripulire saidin dalla contaminazione del Tenebroso, attraverso l'uso dei Choedan Kal, i più potenti angreal esistenti.
Negli eventi successivi Nynaeve resta sempre al fianco di Rand, ma prima accompagna Lan nelle Marche di Confine e fa sollevare i Malkieri in esilio in quelle terre, affinché accompagnino suo marito verso l'Ultima Battaglia.
Nel libro XII Nynaeve si accompagna sempre a Rand al'Thor, assistendo quasi impotente alla sua caduta verso l'ombra. Nei primi capitoli tenta senza successo di ottenere informazioni da Semirhage, a causa delle restrizioni che Rand stesso ha imposto a lei ed alle altre Aes Sedai sugli interrogatori. In seguito accompagna Rand all'incontro con Tuon e sorprendentemente difende di fronte a lei i comportamenti di Mat. A Bandar Eban indaga sugli intrighi di Graendal e contribuisce in maniera determinante a trovare il nascondiglio della Reietta. Però, di fronte alle azioni sempre più cupe del Drago, ed alla sua ostinazione nel non voler intervenire in aiuto di suo marito Lan, Nynaeve mette da parte il proprio orgoglio e decide di chiedere aiuto a Cadsuane, guadagnandosi così l'apprezzamento anche delle Sapienti Aiel. Ma Cadsuane le chiede solo di ritrovare Perrin Aybara, una cosa che Rand però si rifiuta inizialmente di rivelarle. Quando successivamente Rand si reca a Far Madding per incontrare i sovrani delle Terre di Confine, Nynaeve lo induce a contenersi, mentre colto dalla rabbia, vorrebbe colpirli in modo distruttivo; perciò Rand la ringrazia, dicendole finalmente dove si trova Perrin. Questo porta a far incontrare nuovamente Rand con il suo padre adottivo, Tam al'Thor, che si trovava proprio con Perrin. L'incontro tra padre e figlio si risolve quasi in un disastro, ma alla fine contribuisce a sbloccare la situazione psicologica di Rand.
Nel corso del Libro XIII Egwene, attraverso i sogni, richiama Nynaeve alla Torre Bianca, perché deve al più presto sostenere il suo test per lo scialle. Prima di ritornare però Nynaeve incontra nuovamente Rand, che dopo aver riconosciuto i propri torti ed essersi scusato con lei, le raccomanda di non cambiare se' stessa, di mantenere la sua passione e la cura con la quale si preoccupa di chi a ha bisogno, in sostanza le chiede di non diventare un'altra Aes Sedai fredda e distaccata, lontana dalla gente comune. Inoltre, prima di partire, Nynaeve affronta le conseguenze di una Bolla di Male che ha colpito Tear e subito dopo, allarmata dalle allucinazioni di Naeff, scopre come rimuovere il residuo di follia, indotta nelle menti degli incanalatori maschi, a causa della contaminazione di saidin e che non era stata eliminata durante la pulitura di Saidin stesso. Il test per lo scialle che Nynaeve deve affrontare risulta particolarmente duro, perché alcune Aes Sedai operano apposta per farglielo fallire. Alla fine però viene superato, anche se di stretta misura per tre voti a quattro, con Nynaeve che ribadisce anche ostinatamente i propri punti di vista. Subito dopo Nynaeve si reca quindi da Myrelle, per farsi finalmente passare il legame di Lan. In seguito Egwene coinvolge l'amica nel piano per stanare Mesaana in Tel'aran'rhiod, perciò Nynaeve si scontra ed elimina diverse sorelle dell'Ajah Nera.
All'inizio del Libro XIV Nynaeve si trova a Merrilor, dove viene visitata inaspettatamente da Bayle Domon ed Egeanin, dopo averli rimproverati li spedisce da Egwene. Subito dopo guarisce Talmanes e poi con l'aiuto di Egwene, soccorre gli altri profughi di Caemlyn, conquistata dai Trolloc. Il giorno successivo partecipa alla riunione di Rand con i principali esponenti delle nazioni lì riunite ed assiste al ritorno di Moiraine, che riabbraccia commossa.
Accompagna quindi Rand a Shayol Ghul, dove entra assieme a lui e a Moiraine nel Pozzo del Destino. Lì dentro cerca di salvare Alanna, che Moridin ha catturato e colpito a morte per indebolire Rand; Nynaeve non riesce a salvarla, ma perlomeno rallenta a sufficienza il decesso, così che Rand non ne abbia alcun danno attraverso il legame da Custode che ha con l'Aes Sedai, che lo rilascia giusto in tempo. Poco dopo Nynaeve e Moiraine aiutano Rand a prendere il controllo del circolo creatosi con Moridin e Callandor, che permette di sigillare nuovamente Shai'tan fuori dal disegno. Quindi le due Aes Sedai trascinano fuori dal Pozzo i corpi dei due uomini. Là fuori riabbraccia suo marito Lan che è sopravvissuto eroicamente all'Ultima Battaglia; quindi Nynaeve cerca disperatamente di guarire il corpo di Rand, ma inutilmente, mentre invece Moridin sembra riprendersi. Assiste dunque ai funerali di Rand, ma sospetta che ci sia sotto qualcosa di strano, visto il comportamento tenuto da Min, Aviendha ed Elayne, che non paiono sconvolte dalla morte del loro amato. Si ripromette perciò di torchiarle per bene, una volta che riuscirà a cogliere il momento più opportuno.

## Poteri e capacità
Nynaeve è una delle incanalatrici più potenti che esistano, supera o è alla pari con alcune delle Reiette e ben poche altre donne sono più forti di lei in Saidar (Sharina, Alivia, Graendal e Lanfear/Cyndane). Essendo una "selvatica" vale a dire una donna che ha iniziato ad incanalare senza l'istruzione fornita dalla Torre Bianca ed avendo avuto un blocco che l'ha rellentata per molto tempo, le mancano molte nozioni e le sue tessiture in molti campi, risultano rozze ed imprecise, però il suo potenziale per superare queste mancanze è altissimo e Nynaeve migliora costantemente le sue capacità e conoscenze. Nynaeve ha inoltre due talenti particolari: ha inventato un nuovo metodo con le Tessiture di Guarigione (che utilizza tutti e cinque i poteri) e che è più efficace di quello tradizionale delle Aes Sedai (che usano solo Aria, Acqua e Spirito), grazie a questo è stata capace di guarire dalla domatura/quietatura, una cosa ritenuta impossibile fino ad allora; inoltre Nynaeve sa Ascoltare il Vento riesce cioè a fare delle previsioni meteorologiche, questo talento ha anche però un connotato particolare, che le permette di capire quando un grande pericolo è in avvicinamento.
Inoltre una volta Nynaeve ha saputo produrre spontaneamente una barra di Fuoco malefico una tessitura estremamente complessa da creare, senza aver prima avuto delle istruzioni al riguardo. In un'altra occasione Nynaeve ha dimostrato di saper leggere un ter'angreal, quando Elayne invece non percepiva nulla, vale a dire che mentre Elayne sa riprodurre i ter'angreal, Nynaeve ha il talento di saper capire, almeno in parte, a cosa servono (questo è un talento che si presenta ancora più forte in Aviendha).
Nel libro XII Nynaeve impara a rimuovere la compulsione e grazie a questo sviluppa le sue capacità nelle tessiture di analisi, perciò nel Libro XIII riesce a guarire i residui di pazzia rimasti nelle menti degli incanalatori maschi, dopo la pulitura di Saidin.

## Fonti principali al di fuori della saga
- (EN)  Enciclopedia WoT Archiviato il 22 giugno 2012 in Internet Archive..
- (EN)  La Biblioteca di Tar Valon.
- (EN)  Il Tredicesimo Deposito.